# Amphore de Hermonax de Wurtzbourg
L'amphore de Hermonax à Wurtzbourg est une amphore à col fabriquée vers les années 450 av. J.-C. en céramique à figures rouges décorée par le peintre Hermonax.

## Découverte
L'amphore à col est découverte dans une tombe étrusque à Vulci. Elle appartient d'abord à la collection Feoli puis aujourd'hui dans la collection des antiquités du Martin von Wagner Museum. La conception de la poterie et sa décoration sont typiques de son époque. Il y a des centaines de différentes peintures de vases mettant en scène l'adieu du guerrier. Les dessins de cette amphore, attribuée par John Beazley à Hermonax, se démarque par sa qualité.
Sur une face, on voit une jeune femme aidant un homme à partir à la guerre. Ils portent un chiton, on attribue également à l'homme une chemise et une jupe. Alors que le jeune homme fléchit un peu pour prendre l'épée, la femme lui tend le casque avec des paragnathides et un cimier et porte un bouclier en forme de cercle décoré d'un serpent. Il manque l'armure, les jambières et la lance. Ces armes sont courantes depuis les guerres médiques pour les hoplites de l'Attique, bien qu'à l'époque du vase, l'armée des Athéniens avait en grande part des soldats de l'Attique. L'hoplite demeure cependant une figure du citoyen combattant.
Il existe deux théories sur l'amphore. D'une part, on suppose que le jeune homme est Achille qui par sa mère Thétis reçoit les armes fabriquées par Héphaïstos pour faire la guerre de Troie, comme le raconte le chant XIX de l'Iliade. Le dessin est incisé avec un stylet en bois dans l'argile semi-sec et vernie avant la cuisson. Le personnage féminin est initialement nue. Dans l'art grec, seules les déesses, les créatures mythologiques et divines comme les Ménades ou les nymphes ou les prostituées sont nues en général.
Une seconde théorie voit simplement un jeune homme de l'Attique sans doute pas encore marié qui se prépare à la guerre. Cependant, une telle scène ne peut pas se produire dans l'environnement familial. La femme représentée est trop jeune pour être la mère, elle doit alors être la sœur du jeune homme. Peut-être s'agit-il d'un passage du divin à l'humain qu'illustre Hermonax ou encore d'une intervention divine.
Le dos du vase montre un homme avec une lance qui se voit proposer une sébile par une femme. Cela laisse à penser qu'il s'agit d'une cérémonie religieuse d'adieu avant la guerre.